# Kristian Bernhard Knudsen
Kristian Bernhard Knudsen (* 19. November 1877 in Lillesand, Norwegen; † 23. Dezember 1961 in Kristiansand) war ein norwegischer Reeder.

## Leben
Knudsens Vater war Peder Knudsen (1835–1908), der zusammen mit seinem Bruder Ole im Jahre 1859 die im Schiffbau und der Schifffahrt tätige Firma O. & P. Knudsen in Lillesand gegründet hatte.
Kristian Knudsen ging von 1898 bis 1902 in Hamburg als Schiffsmakler in die Lehre. Im Jahr 1904 zog er nach Kristiansand und ließ sich dort als Schiffsmakler nieder. Im folgenden Jahr gründete er seine eigene Reederei, Kristian Knudsen & Co., die im Laufe der Zeit vielseitig engagiert war: Schiffsmakler, Schiffsfracht, Versicherung und Holzexport.
1906 heiratete er Elisabeth Malene Skjelbred, Tochter des Reeders O. A. T. Skjelbred (1854–1939). Der Ehe entstammten zwei Söhne, Oluf und Per.
1930 trat er in die Skjelbreds Rederi A/S seines Schwiegervaters ein, die schließlich sein Hauptgeschäft wurde, obwohl er auch weiterhin seine Firma Kristian Knudsen & Co. leitete. Knudsen war nebenbei von 1919 bis 1923 russischer Vizekonsul in Kristiansand und von 1919 bis 1956 griechischer Vizekonsul in Kristiansand. Er war aktiver Kommunalpolitiker und mehrere Jahre Stellvertretender Bürgermeister von Kristiansand. 31 Jahre lang war er im Vorstand der Kristiansands Mekaniske Verksted. Darüber hinaus war er im Reederverein und in der Kristiansand Schiffsversicherungsvereinigung aktiv.
Kristian Knudsen verstarb am 23. Dezember 1961. Sein jüngerer Sohn Per Knudsen übernahm das Unternehmen des Vaters, während der älteste Sohn Oluf Skjebred-Knudsen die Skjelbreds Rederi übernahm.